# Waldacker (Rödermark)
Waldacker liegt in der Gemarkung Ober-Roden und ist ein Stadtteil der südhessischen Stadt Rödermark im Landkreis Offenbach mit etwa 3.000 Einwohnern.

## Geografische Lage

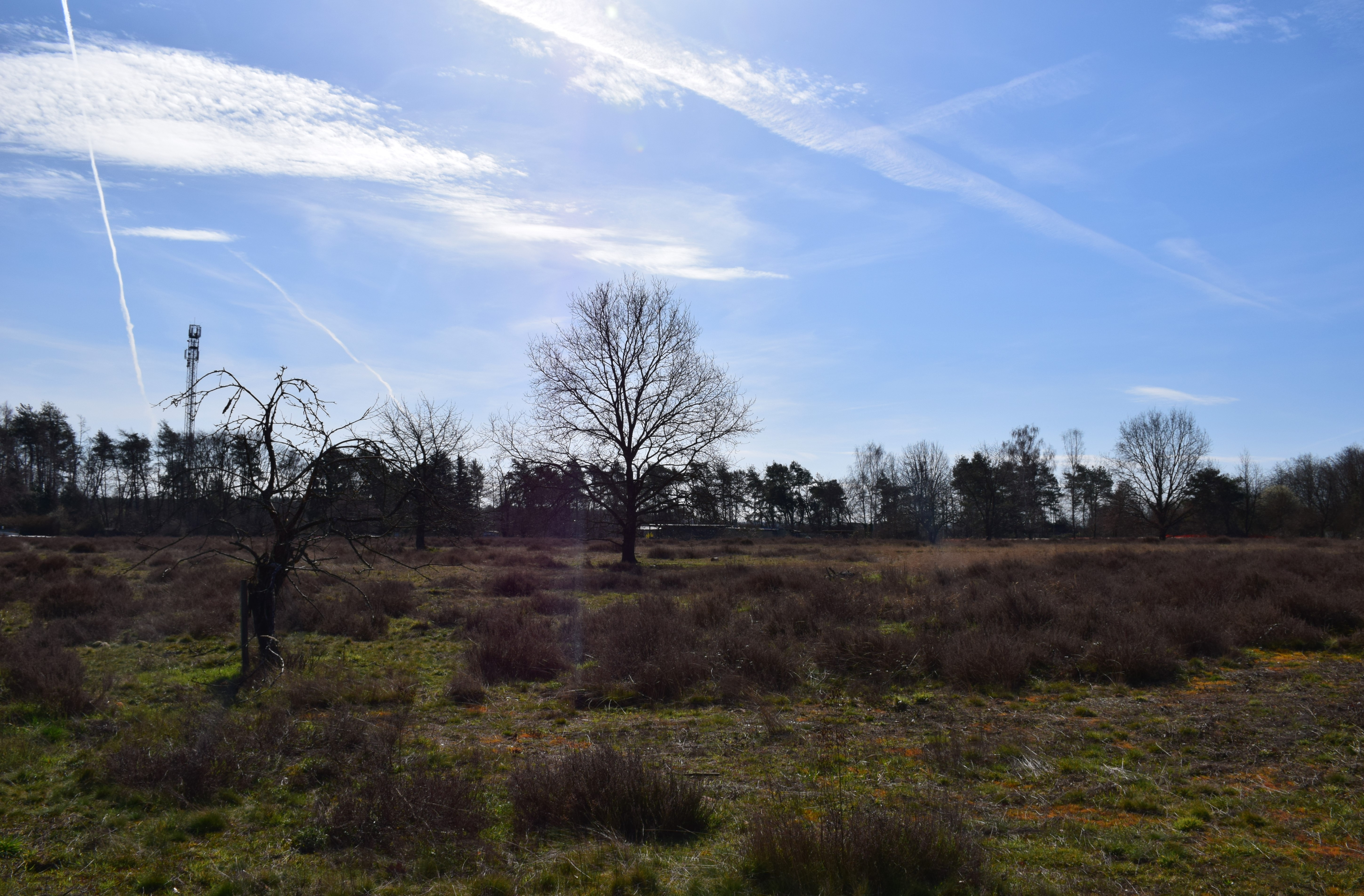
Heidewiese südöstlich der Wohnbebauung von Waldacker

Waldacker ist der nördlichste Stadtteil Rödermarks. Der Ort liegt auf einer Höhe von 146 m über NHN, 12 km südlich von Offenbach am Main, und ist umgeben von Dietzenbach im Nordwesten, Nieder-Roden im Osten und Ober-Roden im Süden, auf dessen Gemarkung er liegt. Die Wohnsiedlung ist im Westen, Norden und Nordosten von Wald umgeben, im Süden und Südosten reichen Felder, Streuobstwiesen und eine Heidewiese bis an die Wohnbebauung heran. Wie unschwer zu erkennen ist, leitet sich von dieser Lage zwischen Wald und Ackerland auch der Name Waldacker ab.

## Geschichte

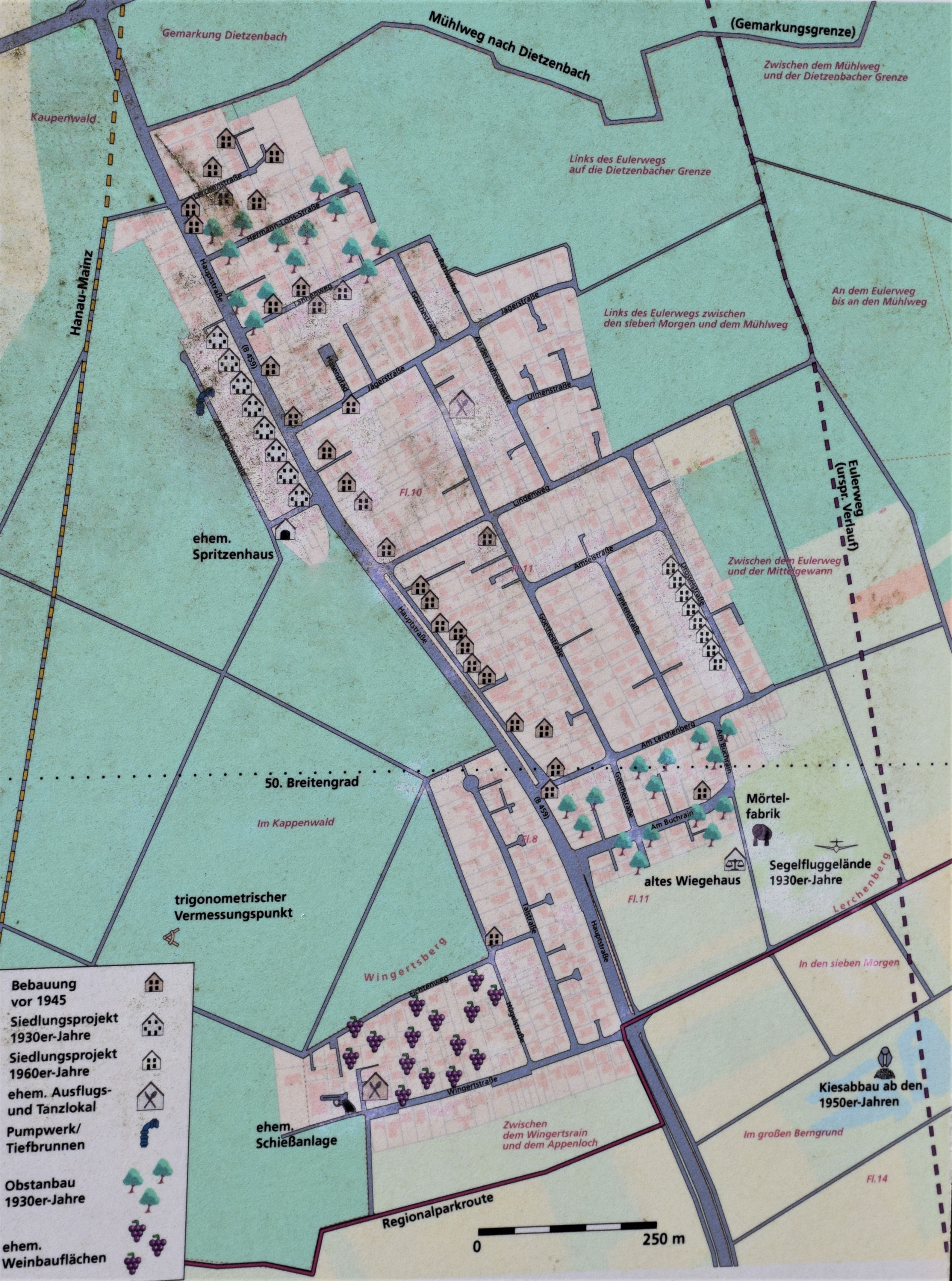
Karte des Rödermärker Stadtteils Waldacker mit Angaben zur Siedlungshistorie

Der Ort Waldacker ist der jüngste Stadtteil Rödermarks. Seine Besiedlung erfolgte erst Anfang der 1930er-Jahre, als die Gemeinde Ober-Roden Siedlern von außerhalb Waldstücke zum Hausbau zuteilte, der dann weitestgehend in Eigenhilfe erfolgte. So entstanden in den Jahren 1934 und 1935 westlich der Hauptstraße, die Ober-Roden mit Dietzenbach verbindet, die ersten Häuser der neuen Wohnsiedlung. Viele der ersten Siedler traten der noch heute bestehenden Siedlergemeinschaft Rödermark-Waldacker bei.
Nach Ende des Zweiten Weltkriegs stieg die Zahl der neuen Siedler in Waldacker stark an. Der Ort wuchs, weiterhin weitestgehend in Eigenhilfe, rasch in die Breite und entwickelte sich zunehmend zu einer „Satellitenstadt“, die vor allem Wohnraum für Pendler bot, die in der Metropolregion Frankfurt Arbeit gefunden hatten. 1952 wurde die erste Busverbindung etabliert, 1957 folgte schließlich der Anschluss des Ortes an das Wasserwerk Hergershausen. Seit 1970 hat die Siedlung auch einen eigenen Kindergarten, der 1975 in die Trägerschaft der Gemeinde Ober-Roden überging.
Mit der Gebietsreform in Hessen, die einen Zusammenschluss der Gemeinden Ober-Roden und Urberach gesetzlich anordnete, wurde Waldacker zum 1. Januar 1977 zu einem Ortsteil der neu entstandenen Gemeinde Rödermark. Am 23. August 1980 wurden der Gemeinde offiziell die Stadtrechte verliehen, sodass Waldacker seitdem einen Stadtteil der Stadt Rödermark darstellt.

## Wirtschaft, Verkehr

### Wirtschaft
Waldacker verfügt kaum über Einzelhandelsgeschäfte, sondern ist vor allem durch Wohnbebauung geprägt. Die dort ansässigen Geschäfte beschränken sich vor allem auf den täglichen Bedarf. So gibt es u. a. eine Bäckerei mit integrierter Postfiliale, eine gemeinsame Geschäftsstelle der Sparkasse und Volksbank, einen Friseur sowie einige Restaurants.

### Verkehr
Die Menschen, die in Waldacker leben, sind stark auf das Auto als Verkehrsmittel angewiesen. Die Hauptstraße, die ein Teil der Bundesstraße 459 ist, gewährleistet den Anschluss des Ortes an den überregionalen Straßenverkehr.
Den einzigen Anschluss an den ÖPNV gewährleisten die Buslinien OF-95, welche Waldacker mit den Orten Urberach, Ober-Roden und Dietzenbach verbindet, und die Schulbuslinie V-95, welche Waldacker mit Ober-Roden, Urberach, Dietzenbach und Heusenstamm verbindet. Busse fahren meist stündlich oder halbstündlich ab. Die S-Bahn-Haltestelle Dietzenbach Bahnhof ist etwa 2,5 km entfernt, die S-Bahn-Haltestelle Ober-Roden etwa 3,5 km.

## Kultur und Sehenswürdigkeiten
Waldacker verfügt über einen Kindergarten und eine Wald-Kita.
Östlich von Waldacker, nahe des Vereinsgeländes des Tennisclubs TC Waldacker Grün-Weiss e.V., befindet sich eine Erinnerungsstätte, die auf den 50. Breitengrad, der genau durch die Wohnsiedlung verläuft, aufmerksam macht, und über archäologische Funde in der Gegend berichtet.
Der Bürgertreff Waldacker dient als Anlauf-, Begegnungs- und Informationsstelle für die in Waldacker lebenden Bürger. Neben verschiedenen Kursen und Gesprächskreisen dient das Bürgertreff-Haus vor allem als Zentrum der Quartiersarbeit im Stadtteil. Von der Quartiersgruppe werden beispielsweise Sportnachmittage, Ausstellungen und Radtouren ausgerichtet.
Am östlichen Waldrand der Wohnsiedlung befindet sich der Kirchenpavillon Christus dem König, der am 4. Adventssonntag 1965 eingeweiht wurde. Er gehört zur katholischen Kirchengemeinde St. Nazarius in Ober-Roden und wird etwa einmal im Monat zur Feier von Wortgottesdiensten genutzt. Bei dem Gebäude handelt es sich um ein Fertighaus der Firma MAAMF. Es bietet Platz für etwa 200 Kirchenbesucher. Sowohl äußerlich als auch innerlich ist es dem Baustil der Moderne zuzuordnen. Das Christusbild an der Altarwand ist eine Nachbildung des Mosaiks von Ludwig Baur aus dem Kloster Gerleve bei Coesfeld.

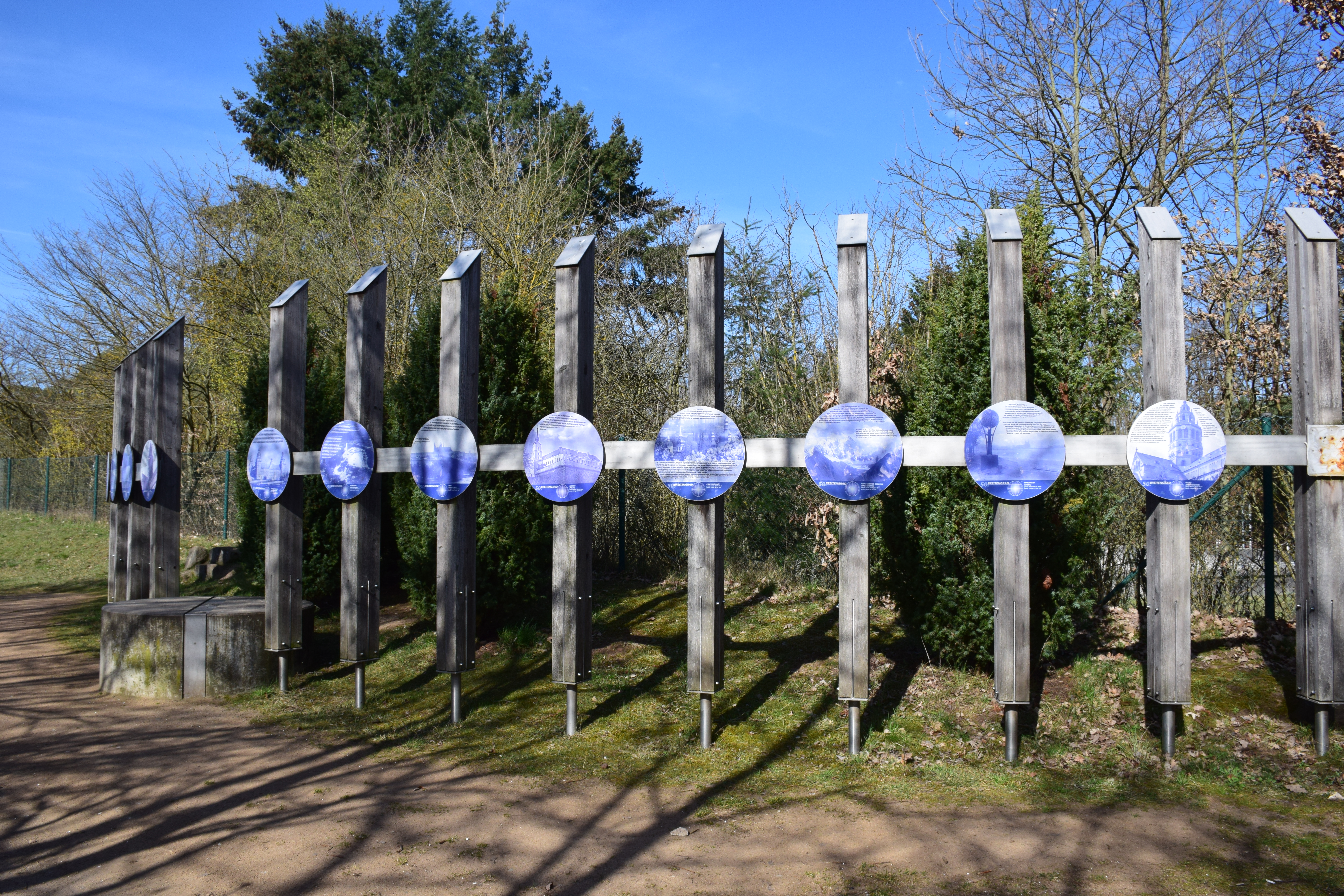
Erinnerungsstätte „50. Breitengrad“
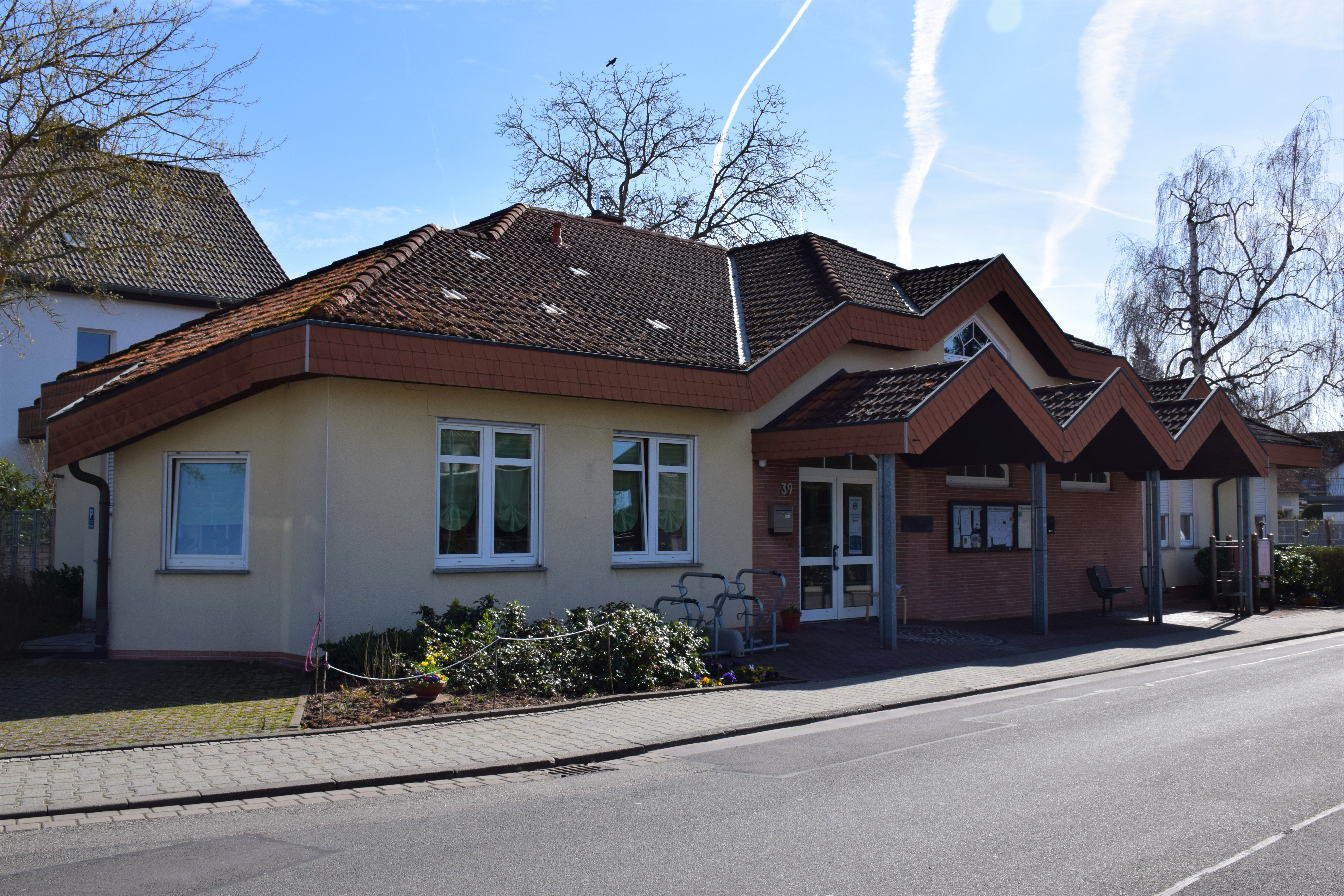
Bürgertreffhaus in Waldacker
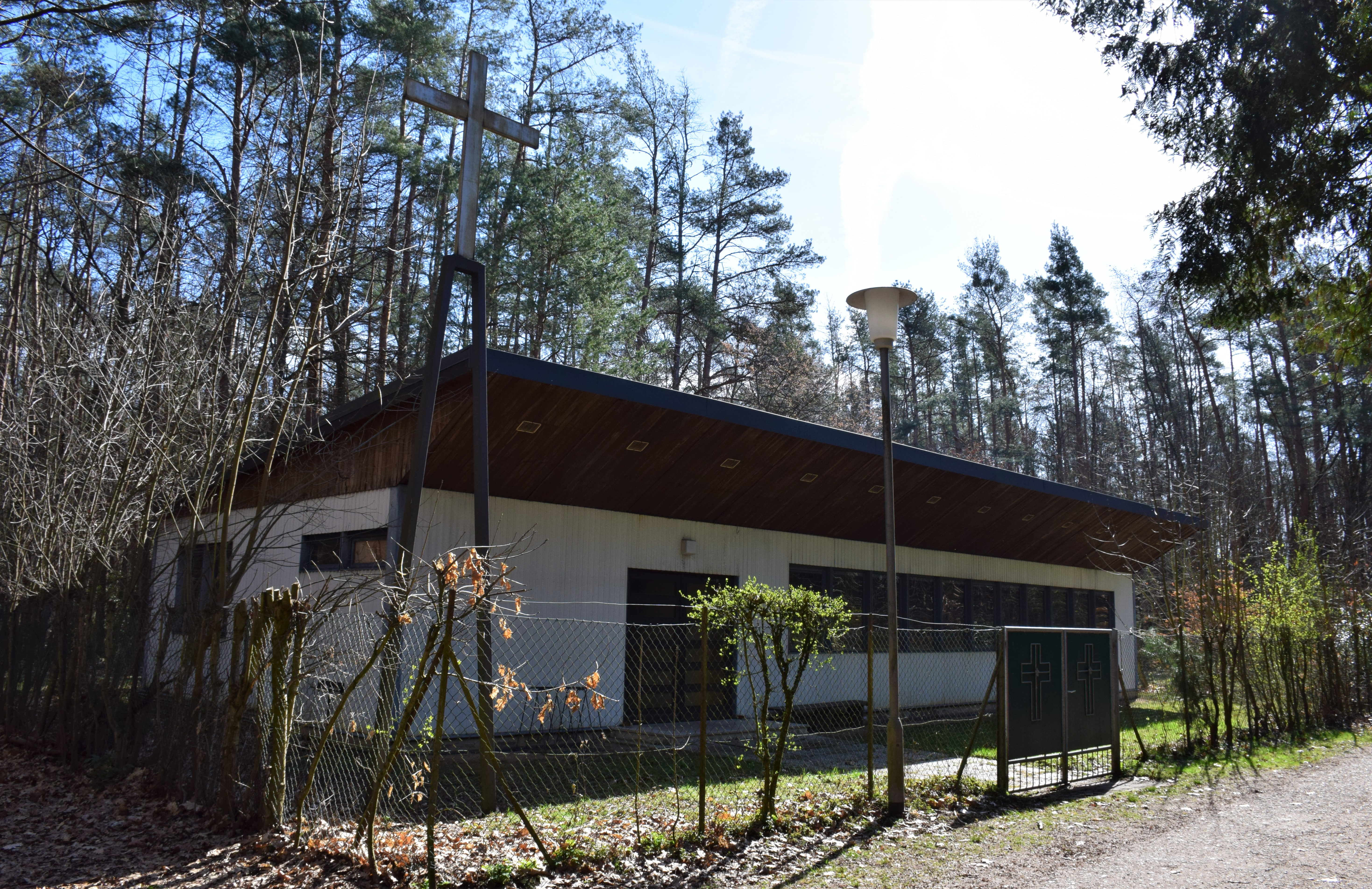
Kirchenpavillon „Christus dem König“

## Persönlichkeiten
- Rudolf Rolfs (1920–2004), deutscher Satiriker, Schriftsteller und Theaterleiter, wohnte in den 1980er- und 1990er-Jahren in Waldacker
- Bernd Spier (1944–2017), Schlagersänger, wohnte bis 2005 in Waldacker
- Henni Nachtsheim (* 1957), Ex-Mitglied der Rodgau Monotones und heute Mitglied des Comedy-Duos Badesalz, wohnt in Waldacker